# Peter Westerdijk
Peter Westerdijk (* 1946) ist ein niederländischer Kulturanthropologe, Experte für afrikanische Waffen sowie Sammler afrikanischer Kunst.
Er folgte den Forschungen seines Vaters Heinrich Westerdijk (1914–27. Dezember 2001) der ebenfalls Experte für afrikanische Waffen war. Von 1971 bis 1976 hielt Peter Westerdijk Vorlesungen über Kulturanthropologie an der Universität Utrecht. Seine beachtete Dissertation The African throwing knife. A style analysis aus dem Jahre 1988 führt die Arbeit seines Vaters fort und definiert Stilprovinzen als Ordnungssystem für afrikanische Wurfeisen.

## Publikationen
- African Metal Implements: Weapons, Tools and Regalia : Collection of Frederick & Claire Mebel, Verlag Hillwood Art Gallery, School of the Arts, Long Island University, C.W. Post Campus, 1984
- The African throwing knife: a style analysis 1988, ISBN 90-90-02355-0
- Titel Symbols of Wealth: Abstractions in African Metalwork, Verlag M. Ward, 1988
- The Cutting Edge: West Central African 19th Century Throwing Knives in the National Museum of Ethnology, Leiden , Verlag National Museum of Ethnology, 2006, ISBN 90-5450-007-7[2]